# Relación entre producción y mercado
Relaciones de producción (en alemán, Produktionsverhältnisse) es un concepto frecuentemente usado por Karl Marx en su teoría del materialismo histórico y en El Capital. Son las relaciones que los individuos producen, es decir las relaciones sociales que establecen los productores entre sí, las condiciones en que intercambian sus actividades y participan en el proceso productivo. Esto es porque en la producción, los hombres no actúan solamente sobre la naturaleza, sino que actúan también los unos sobre los otros, asociándose de un cierto modo, contrayendo determinados vínculos y relaciones, para actuar en común y establecer un intercambio de actividades a la vez que se relacionan con la naturaleza y efectúa la producción.